# シマジタムラソウ
シマジタムラソウ（島路田村草、Salvia isensis）は、シソ科アキギリ属の多年草である。東海地方の固有種で、環境省発行のレッドデータブック（植物I 維管束植物）では絶滅危惧II類(VU)に分類されている。

## 特徴

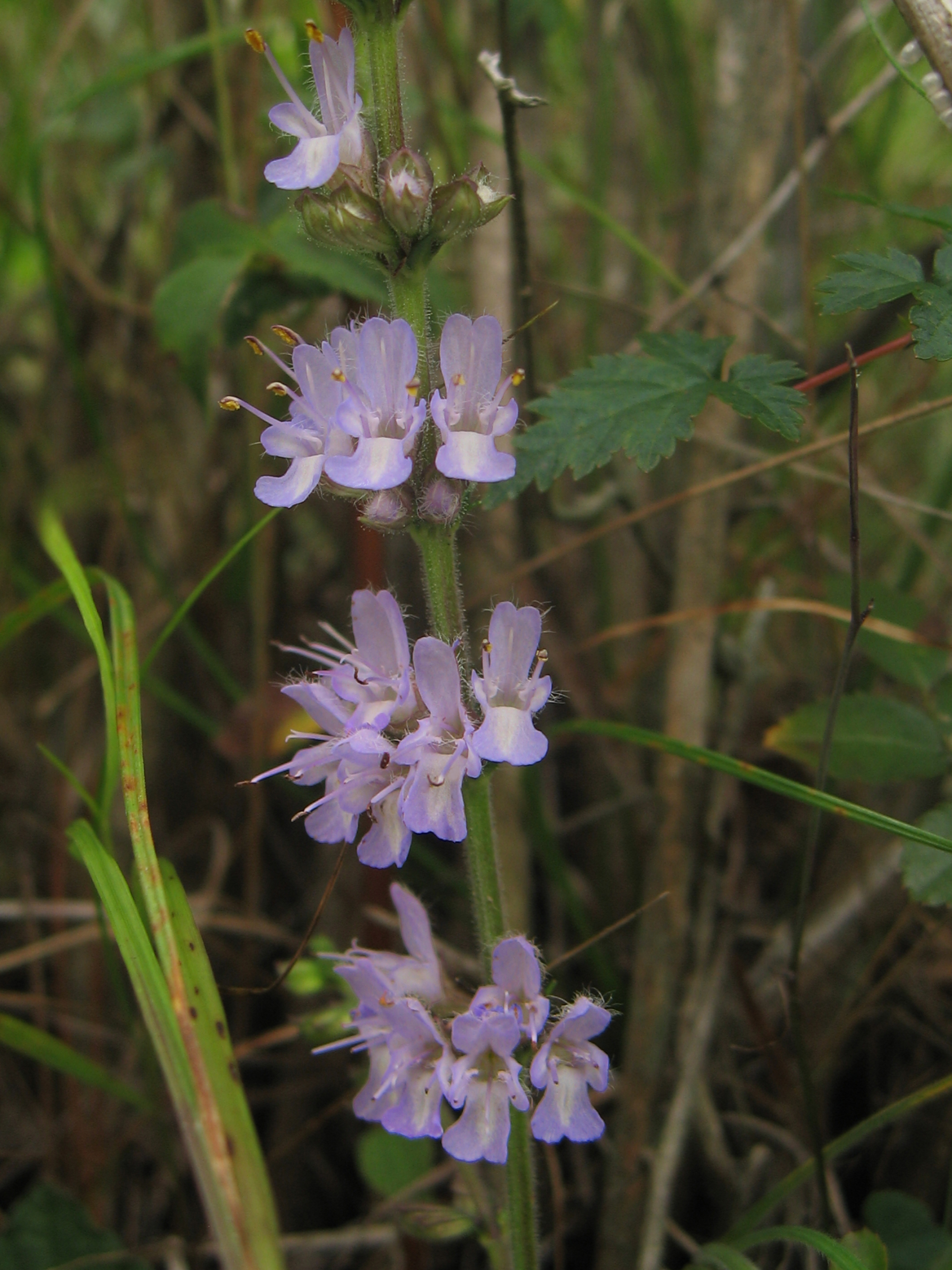
シマジタムラソウの花
雄蕊が直線的に突き出ている

葉は茎の下部に集まって対生、1・2回羽状複葉。小葉は卵型で尖らず、先端のものが大きい。葉脈に沿って表面がくぼみ裏面に浮き出る。鈍い鋸歯がある。
茎は直立し、高さ10〜60cm。開出する長い毛が下部にある。7〜9月頃、茎の先端付近にアキノタムラソウに似た淡青紫色の花を穂状につける。
長さ5〜6mmの萼の外面には腺点や粗毛がまばらにあり、内面の中ほどにも輪状に白毛が生える。
花冠は他のシソ科植物と同様に唇形花冠で、アキノタムラソウよりやや短い長さ8〜10mm。筒部内面の中部に輪状に毛がある。
雄蕊は2本で、花冠の外へ直線的に大きく突き出る。花は下から順に開花していき、また虫媒花に多い雄性先熟のため、花期には上方の花で葯から花粉を出し下方の花が雌蕊の柱頭を開く姿が、日を追うごとに上に登っていく。分果は長さ1.2mmの楕円形である。
花の色を除けば、形態全般は比較的ナツノタムラソウ（花の色は濃青紫色）に近い。花期が重なるアキノタムラソウは、雄蕊が開花直後は花冠上部内側に付き後に下方に曲がる点と、羽状複葉の小葉の先端が尖っている点で区別できる。

## 分布と生育環境
静岡県遠州地方から愛知県東三河・三重県南勢地方にかけての蛇紋岩を母岩とする地域の半裸地や疎林と、愛知県東三河・西三河から尾張地方の湧水湿地周辺の林内から草地のやや日当たりの良い場所に自生している。和名の島路は伊勢神宮宮域林の島路山で発見されたことから、種小名のisensis（伊勢の）も同様の理由による。
東海地方のごく限られた生育環境にのみ自生するため、遷移の進行による日照不足や湿地の開発などにより、生育地が急速に縮小する可能性がある。

## 保全状態評価
絶滅危惧II類 (VU)（環境省レッドリスト）
- 静岡県：絶滅危惧II類(VU)
- 愛知県：準絶滅危惧(NT)
- 三重県：絶滅危惧IB類(EN)